# Pavel Hofmann
Pavel Hofmann (ur. 29 stycznia 1938 w Pradze) – czeski wioślarz reprezentujący Czechosłowację, brązowy medalista olimpijski.

## Kariera
Wystąpił na igrzyskach olimpijskich w Rzymie w 1960, gdzie odpadł w półfinałach czwórek ze sternikiem. Na rozgrywanych cztery lata później igrzyskach olimpijskich w Tokio w parze z Vladimírem Andrsem zdobył brązowy medal w dwójkach podwójnych. W wyścigu finałowym o 3,57 sekundy wyprzedziła ich osada ZSRR, a o 1,07 sekundy lepsza była osada USA. 
W tej samej konkurencji był złotym medalistą mistrzostw Europy w Kopenhadze (1963). Ponadto wywalczył srebrny medal w ósemce na mistrzostwach Europy w Mâcon (1959).
Po zakończeniu kariery został trenerem. Pracował także na Wydziale Wychowania Fizycznego i Sportu Uniwersytetu Karola. 